# Casilda consecraria

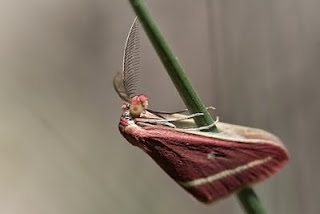
Falter in typischer Ruheposition

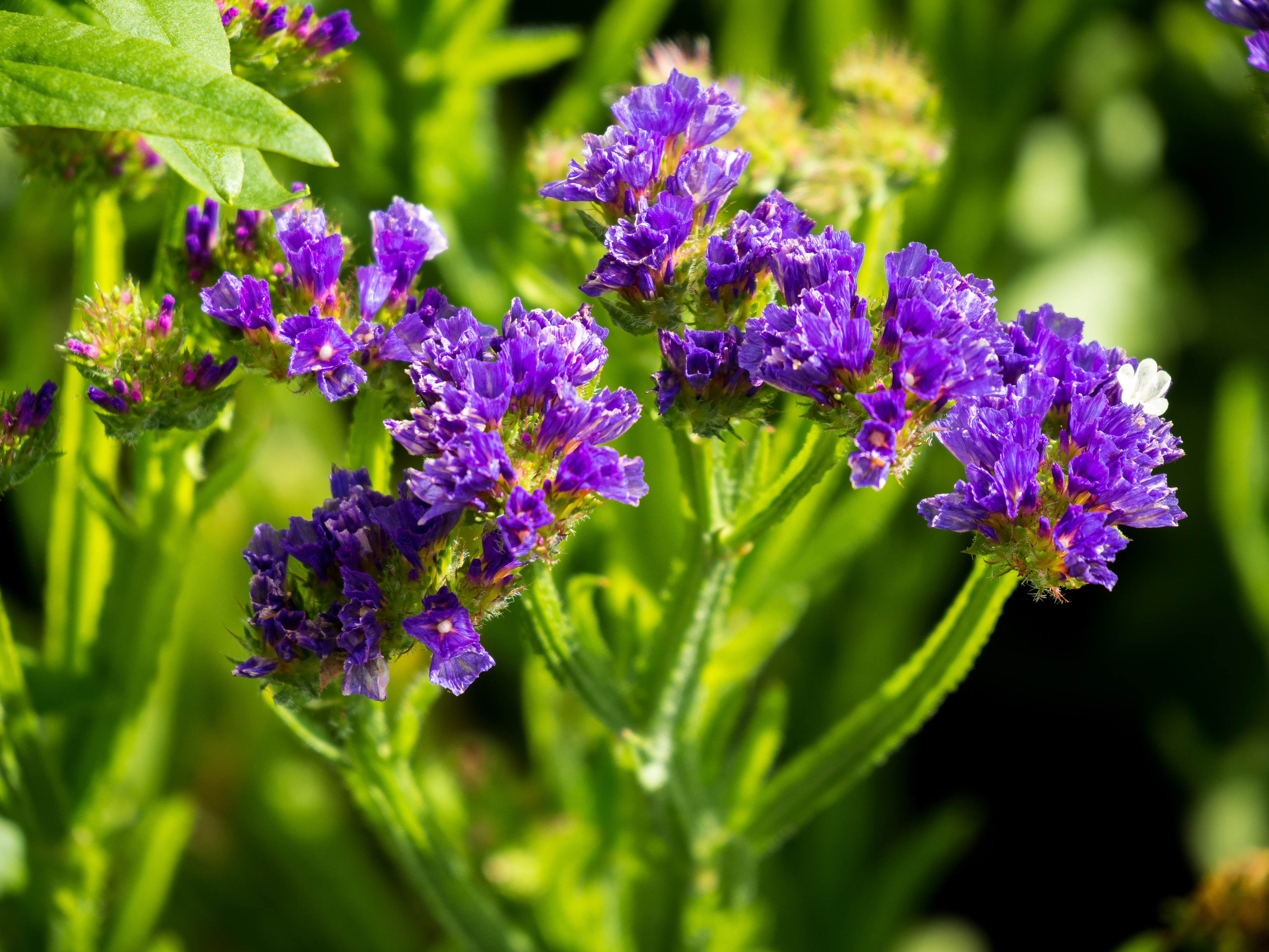
Geflügelter Strandflieder, eine Nahrungspflanze der Raupen

Casilda consecraria ist ein Schmetterling aus der Familie der Spanner (Geometridae).

## Merkmale

### Falter
Die Falter erreichen eine Flügelspannweite von 16 bis 24 Millimetern. Die Farbe der Vorderflügeloberseite ist in der Regel rostrot bis beige rot. Die breite und sehr gerade verlaufende äußere Querlinie hebt sich weißlich ab. Ein kleiner Diskalfleck ist ebenfalls weißlich gefärbt. Regional treten Exemplare auf, die cremefarben sind und eine rotbraune äußere Querlinie zeigen. Die Hinterflügeloberseite ist bei allen Formen nahezu zeichnungslos weißlich gefärbt, zuweilen mit einer undeutlichen grauen Querlinie versehen. Die Fühler der Männchen sind gekämmt, diejenigen der Weibchen kurz gezähnt.

### Raupe
Ausgewachsene Raupen sind zeichnungsarm hellbraun oder graubraun, auf dem Rücken zuweilen dunkelbraun gefärbt. In Ruheposition nehmen sie eine gestreckte Haltung ein und imitieren so einen verdorrten, abgebrochenen Zweig.

### Ähnliche Arten
- Die Falter von Casilda antophilaria unterscheiden sich durch die graue Hinterflügeloberseite.
- Bei den Faltern von Rhodometra sacraria ist der Diskalfleck auf der Vorderflügeloberseite schwärzlich, wodurch sie sich von den hell gefärbten Exemplaren von Casilda consecraria unterscheiden, deren Diskalfleck weißlich gefärbt ist.

## Verbreitung und Lebensraum
Das Verbreitungsgebiet von Casilda consecraria erstreckt sich durch Spanien und Südfrankreich bis in die Levante. Die Art kommt auch auf Sizilien, Sardinien und Zypern vor. Im Südosten reicht das Vorkommen bis zur Arabischen Halbinsel, den Iran und nach Kasachstan. Casilda consecraria kommt auch in Nordafrika vor. Hauptlebensraum sind trockenheiße Regionen in Küstennähe sowie Salzsteppen und Salzsümpfe. In den Gebirgen Marokkos steigt die Art bis in Höhen von 1500 Metern.

## Lebensweise
Die Falter sind tag- und nachtaktiv und sind sehr standorttreu. Sie fliegen in drei Generationen zwischen Februar und Oktober. Nachts erscheinen sie an künstlichen Lichtquellen. Die Raupen ernähren sich von Strandfliederarten (Limonium), in Spanien ausschließlich von den Blüten von Limonium dichotomum. In anderen Regionen wurden sie auch an den Blüten und Blättern von Geflügeltem Strandflieder (Limonium sinuatum) und Steppenschleier-Strandflieder (Limonium gmelinii) nachgewiesen.